# Net (sterrenbeeld)

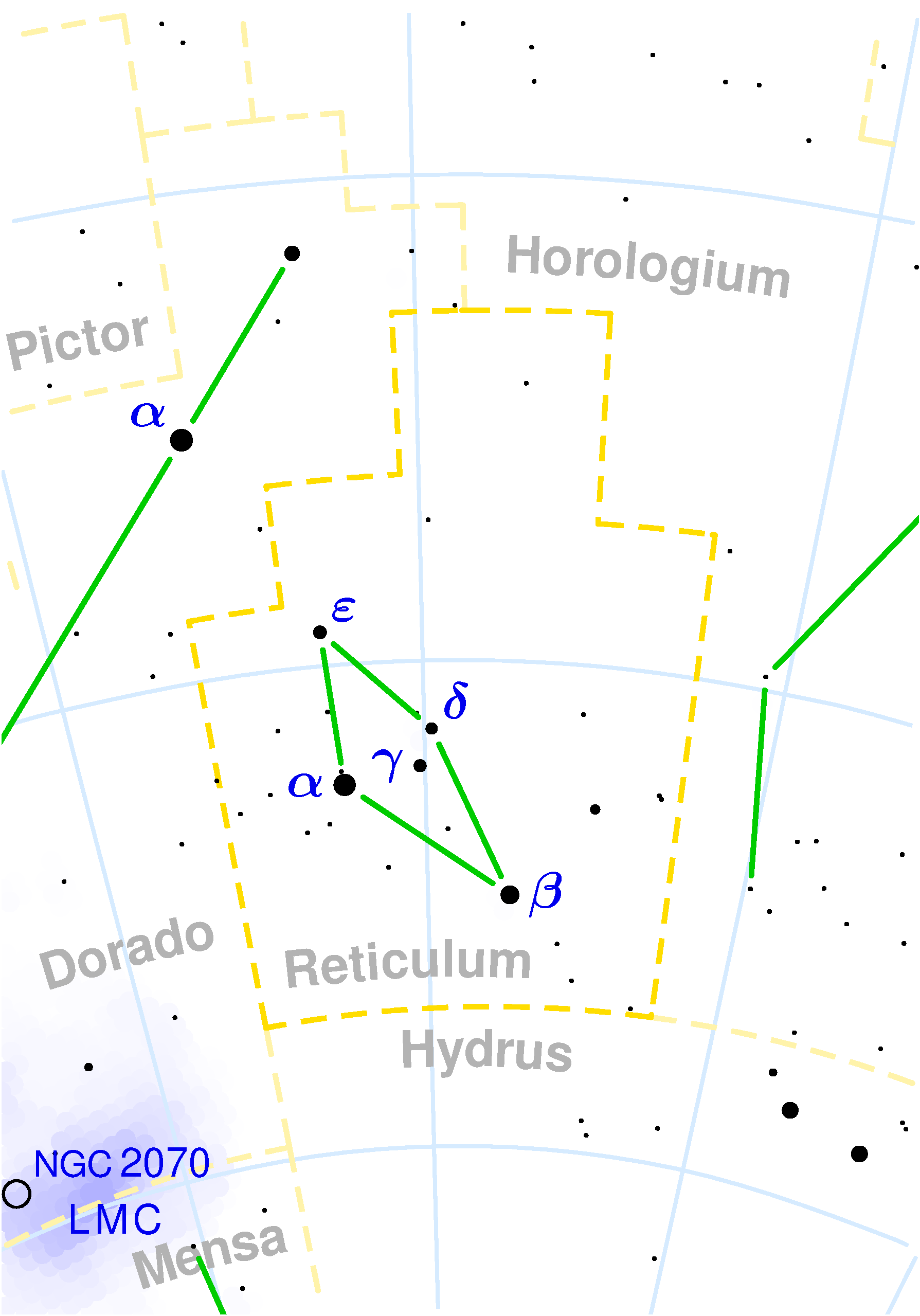
Kaart van het sterrenbeeld Net.

Net (Reticulum, afkorting Ret) is een klein sterrenbeeld aan de zuidelijke hemelkoepel, liggende tussen rechte klimming 3u14m en 4u35m en tussen declinatie
−53° en −67°. Het is vanaf de breedte van de Benelux niet te zien.
Het sterrenbeeld werd in 1752 ingevoerd door Lacaille. De oorspronkelijke benaming was Reticulus Rhomboidalis (= Ruitvormig Net) en was vernoemd naar de ruitvormige meetraam die Lacaille bij zijn stermetingen gebruikte.

## Sterren
Het sterrenbeeld heeft geen heldere sterren, de helderste, alpha Reticuli, heeft magnitude 3,35.

## Telescopisch waarneembare objecten
Naast de hieronder genoemde sterrenstelsels bevindt zich in het sterrenbeeld Net ook een cluster, genaamd Abell 3266.

### New General Catalogue(NGC)
NGC 1313, NGC 1313A, NGC 1463, NGC 1490, NGC 1503, NGC 1526, NGC 1529, NGC 1534, NGC 1536, NGC 1543, NGC 1559, NGC 1574

### Index Catalogue (IC)
IC 1955, IC 1960, IC 1964, IC 1965, IC 1979, IC 1980, IC 1982, IC 1987, IC 1996, IC 1997, IC 1999, IC 2010, IC 2011, IC 2012, IC 2014, IC 2017, IC 2020, IC 2022, IC 2024, IC 2025, IC 2034, IC 2037, IC 2049, IC 2056, IC 2060

## Aangrenzende sterrenbeelden
(met de wijzers van de klok mee)
- Slingeruurwerk (Horologium)
- Kleine Waterslang (Hydrus)
- Goudvis (Dorado)